# 아버지 (2007년 영화)
아버지(Padre Nuestro, Our Father)는 아르헨티나에서 제작된 크리스토퍼 잘라 감독의 2007년 드라마, 스릴러 영화이다. 지저스 오초아 등이 주연으로 출연하였고 퍼 멜리타 등이 제작에 참여하였다.

## 출연

### 주연
- 지저스 오초아
- 아만도 헤르난데즈
- 호르헤 아드리안 에스핀도라
- 파올라 멘도자

### 조연
- 숀 앤드류
- 에우헤니오 데르베스
- 릭키 가르시아
- 레브 곤
- 제시카 켈리
- 에드워드 맥긴티
- 랜들 뉴섬
- 돈 푸그리시
- 샌토스
- 유리 친컨
- 테레사 옌퀘

## 제작진
- 미술: 톰마소 오티노
- Ass-PD: 엘린 롱 마셜
- Ass-PD: 마리아 E. 넬슨
- 배역: 엘린 롱 마셜
- 배역: 마리아 E. 넬슨
- 배역: 마누엘 테일